# Stopka fletu

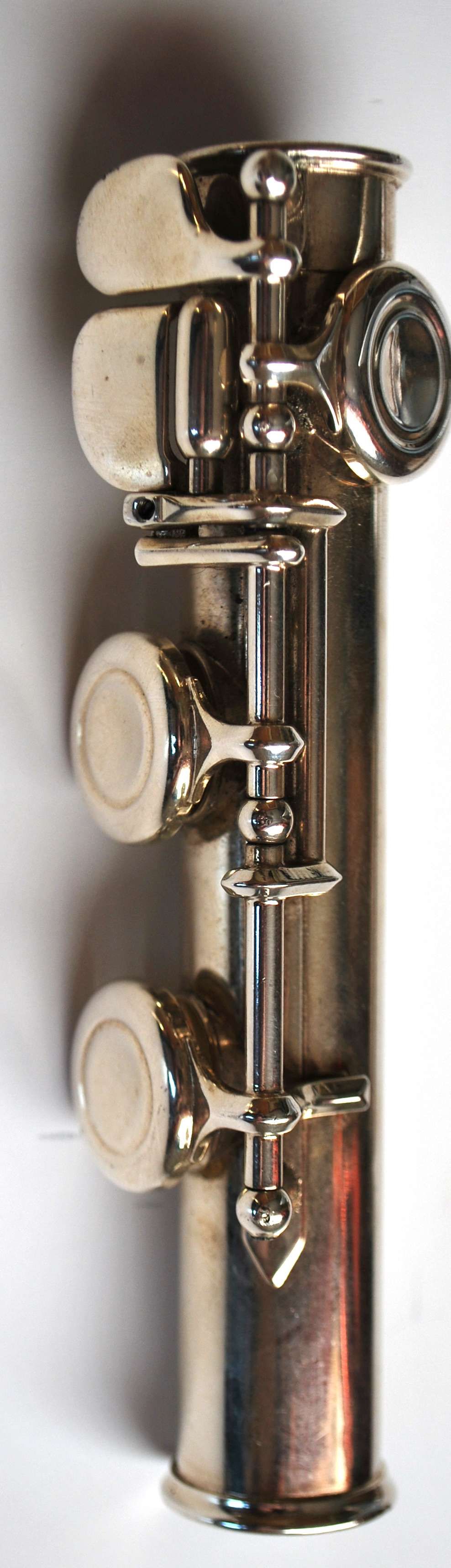

Stopka fletu, stopa – jedna z trzech części fletu poprzecznego. Pozostałe dwie to główka (z otworem wlotowym) oraz część środkowa (do której montuje się stopę). Zawiera trzy lub cztery najniższe otwory oraz mechanizm klapowy. Obsługiwana przez piąty palec prawej ręki.
Istnieją dwa rodzaje stopek: 
1. stopka „c” – znajdują się na niej klapki c1, cis1 i dis1
2. stopka „h” – jest dłuższa, posiada dodatkowo jedną klapkę odpowiadającą h małemu

Ze względu na wyższą cenę fletów ze stopką „h”, a nieczęste występowanie h małego w literaturze fletowej, stopkę „h” posiadają najczęściej tylko profesjonalni fleciści.